# Charles Harding Firth
Charles Harding Firth, född  den 16 mars 1857 i Sheffield, död den 19 februari 1936 i Oxford, var en engelsk historiker.
Firth utövade från 1883 historisk lärarverksamhet i Oxford, från 1904 som professor i nyare tidens historia. Firth sysslade, både som utgivare av historiska källskrifter och i sitt vetenskapliga författarskap mest med det stora inbördeskrigets och Cromwell-tidens historia samt var efter Gardiners död den förnämsta auktoriteten på detta område.